# Transeamus usque Bethlehem

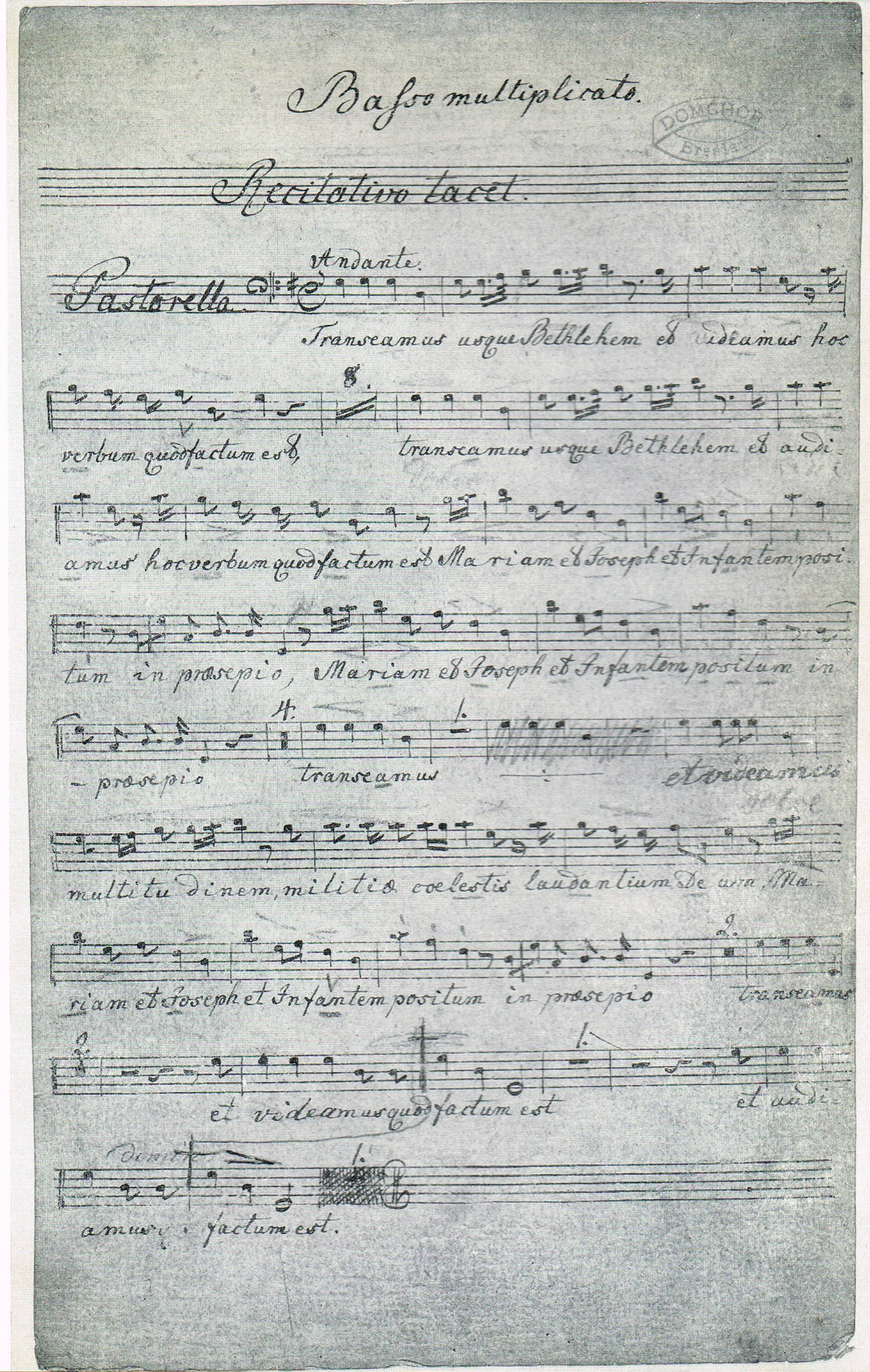
Transeamus. Handschriftliche Bassstimme von Joseph Ignaz Schnabel aus dem Breslauer Dom.

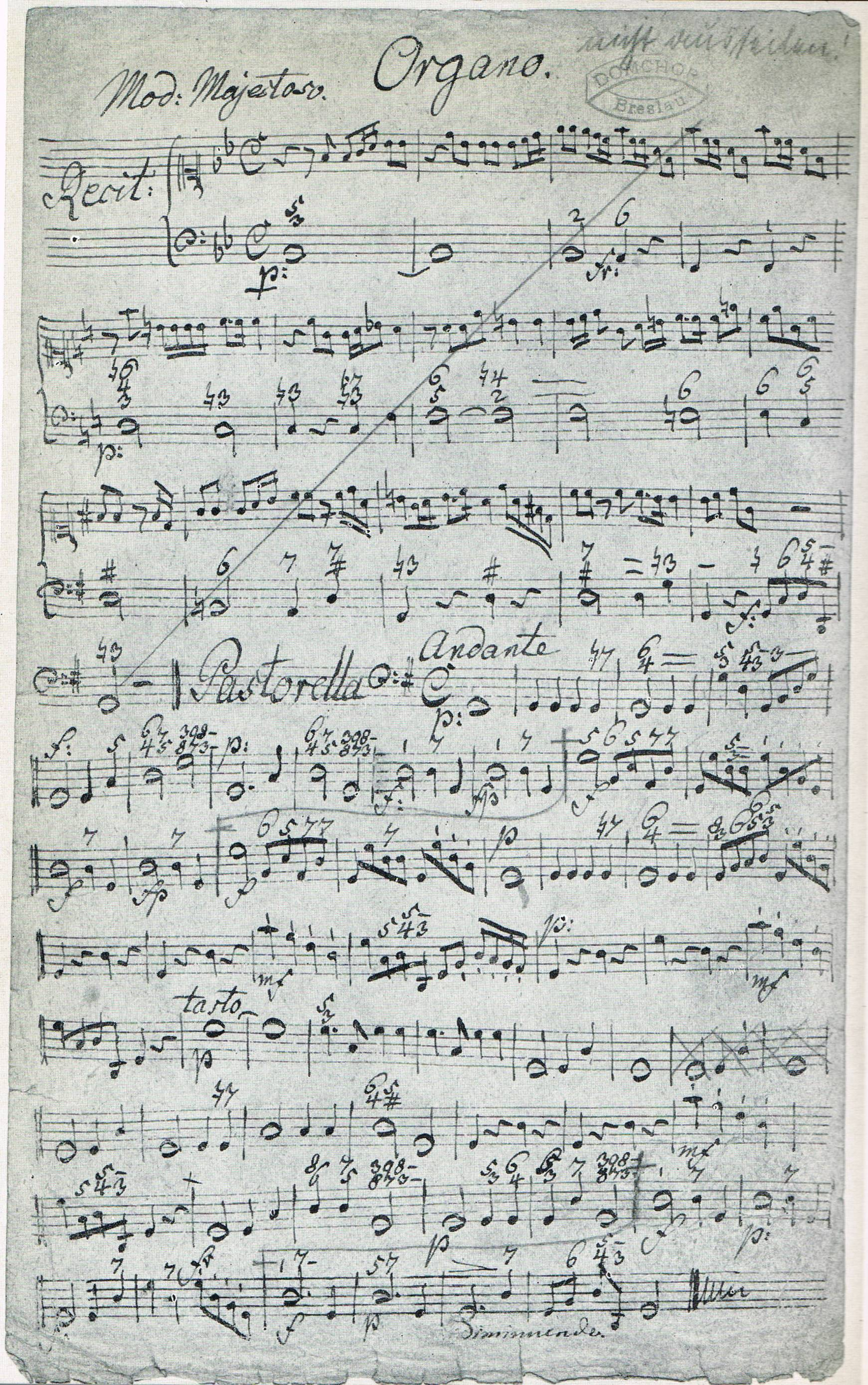
Transeamus. Handschriftliche Orgelstimme von Joseph Ignaz Schnabel aus dem Breslauer Dom.

Transeamus usque Bethlehem, kurz das Transeamus, ist ein schlesisches weihnachtliches Chorwerk unbekannter Herkunft. Der in lateinischer Sprache gesungene Text basiert auf der biblischen Weihnachtsgeschichte im Evangelium nach Lukas und erzählt den Entschluss der Hirten, nach Bethlehem zu gehen –, begleitet vom „Gloria“ der Engel.

## Herkunft
Die Pastorella ist in Stimmenmaterial aus dem Breslauer Dom überliefert, das der letzte deutsche Domkapellmeister Paul Blaschke während des Zweiten Weltkrieges aus dem belagerten Breslau nach Westdeutschland retten konnte. 
Die Komposition wurde lange Zeit dem Domkapellmeister Joseph Ignaz Schnabel (1767–1831) zugeschrieben, doch konnte Blaschke schon 1931 nachweisen, dass sich Schnabels Anteil auf die Bearbeitung der instrumentalen Begleitung beschränkte. In den Breslauer Chor- und Orchesterstimmen, die wohl von Schnabels Hand stammen, ist kein Komponist namentlich angegeben, jedoch findet sich in einer Stimme der Vermerk Ignoto (lat. ‚von einem Unbekannten‘).
Franz Witt hatte bereits 1870 erwähnt, die Komposition sei „nach einer alten Weise arrang. von J. Schnabel“.
Paul Krutschek vermutet, Schnabel habe die Komposition in einem schlesischen Kloster gefunden.

## Beschreibung
Die Komposition dürfte ihren Anlass in einem liturgischen Krippenspiel gehabt haben. Möglicherweise enthielt sie ursprünglich noch weitere Sätze und stellte dann eine kleine Kantate dar. Die Entstehungszeit dürfte aus stilistischen Gründen in der 1. Hälfte des 18. Jahrhunderts anzusetzen sein. Elemente des Rokoko sind nicht enthalten, vielmehr weist der Formverlauf auf eine starke Verwurzelung des Komponisten in der Volksmusik. Eine in Textierung, Instrumentation und melodisch-rhythmischer Führung von der Breslauer Fassung etwas abweichende Ausgabe wurde Mitte des 19. Jahrhunderts im Benediktinerkloster Braunau in Ostböhmen aufgefunden.
Der Text des Werks beruht auf der biblischen Weihnachtsgeschichte (Lk 2,10–16 ). Das Stück ist im Original für einen dreistimmigen Chor (Sopran, Alt, Bass) mit Orchesterbegleitung (8 Bläser, 5 Streicher und Orgel) gesetzt. Weitverbreitet sind Bearbeitungen für vierstimmigen Chor, die Instrumentalbegleitung wird oft von der Orgel allein ausgeführt.
Das Stück setzt mit einem Rezitativ ein, dessen Text in der Breslauer Fassung nicht überliefert ist, und das in vielen Bearbeitungen weggelassen wird. Stimmenabschriften aus dem Glogauer Dom zeigen, dass das Rezitativ mit dem Text Lk 2,10–12  unterlegt war. Die anschließende Pastorella ist in dreiteiliger Liedform mit einem umrahmenden Ritornell aufgebaut. Die Bassstimmen (quasi in der Rolle der Hirten) singen die erste Strophe allein, dann setzen die Frauenstimmen (quasi als Engelschor) ein und begleiten schließlich als Kontrapunkt die von den Bässen vorgetragene zweite Strophe. Zum Schluss singen die Bässe nochmals allein. 
In der harmonischen Analyse erweist sich das Stück als bemerkenswert schlicht; die Harmonien gehen nicht über die drei Hauptstufen der Kadenz hinaus, wobei die Subdominante mit einer einzigen Ausnahme immer nur auf den schwachen Taktzeiten erreicht wird. Die Frauenstimmen werden größtenteils als Terzparallele geführt, auch diese simple Form der Mehrstimmigkeit ist ein für Volksmusik charakteristisches Stilmittel. Die Formgestaltung ist zwar mit ihrer mehrfachen Wiederholung redselig und weitschweifig, weist jedoch eine klare Steigerung mit einem Höhepunkt an der Textstelle multitudinem militiae caelestis auf. Bei aller Schlichtheit der Komposition ist das Stück von der Freude über die Menschwerdung Gottes geprägt, die in volkstümlicher musikantischer Unbekümmertheit ausgeführt wird.

## Text
Latein

Recitativo

  Angelo

Nolite timere: 

ecce enim evangelizo vobis gaudium magnum, quod erit omni populo: 

quia natus est vobis Salvator hodie, qui est Christus Dominus in civitate David.

Et hoc vobis signum: 

Invenietis infantem pannis involutum, et positum in praesepio.

Pastorella

  Basso multiplicato

Transeamus usque Bethlehem

et videamus hoc verbum quod factum est.

Mariam et Joseph et Infantem positum in praesepio.

  Coro

Gloria in excelsis Deo,

et in terra pax hominibus

bonae voluntatis.

  Basso multiplicato

Transeamus, et videamus multitudinem

militiae caelestis laudantium Deum,

Mariam et Joseph et Infantem positum in praesepio.

Transeamus et videamus quod factum est.
Deutsche Übersetzung

Rezitativ

  Engel [Knabensopran]

Fürchtet euch nicht! 

Siehe, ich verkünde euch eine große Freude, die dem ganzen Volk gilt:

Heut wurde in der Stadt Davids der Heiland geboren, welcher ist Christus.

Und dies soll euch zum Zeichen sein:

Ihr werdet ein Kind finden, in Windeln gewickelt und in einer Krippe liegend.

Pastorelle

  Bass

Lasst uns hinüber nach Bethlehem gehen

und sehen dieses Wort, das geschehen ist.

Maria und Josef und das Kind, das in der Krippe liegt.

  Chor

Ehre sei Gott in der Höhe,

und auf Erden Friede den Menschen

guten Willens.

  Bass

Lasst uns hinübergehen, und schauen 

die himmlischen Heerscharen, die Gott loben.

Maria und Josef und das Kind, das in der Krippe liegt.

Lasst uns hinübergehen und sehen, was geschehen ist.

## Rezeption
Das Chorwerk ist Thema der Erzählung Transeamus … des Priors der Abtei Grüssau Nikolaus von Lutterotti OSB (1892–1955). Die Handlung der Erzählung ist im Jahr 1738 angesiedelt. Die Komposition wird in der Erzählung einem wohl fiktiven Pater Nivard zugeschrieben.
Auch der Schriftsteller Joseph Wittig machte Transeamus usque Bethlehem zum Titel einer weihnachtlichen Erzählung, in der die Geschichte eines schlesischen Glashüttenarbeiters in Analogie zu dem Lied erzählt wird.
Das Transeamus wurde nach Ende des Zweiten Weltkriegs von heimatvertriebenen Schlesiern auch im Westen Deutschlands zunehmend bekannt gemacht und hat seither in vielen christlichen Gemeinden Eingang in die musikalische Gestaltung der Weihnachtsgottesdienste gefunden. Für die entwurzelten Vertriebenen der Nachkriegszeit bildete das Lied ein integratives Element. Manche Publikationen erwähnen es wie eine „Ersatzhymne“ der Schlesier.